# 칼스 주니어

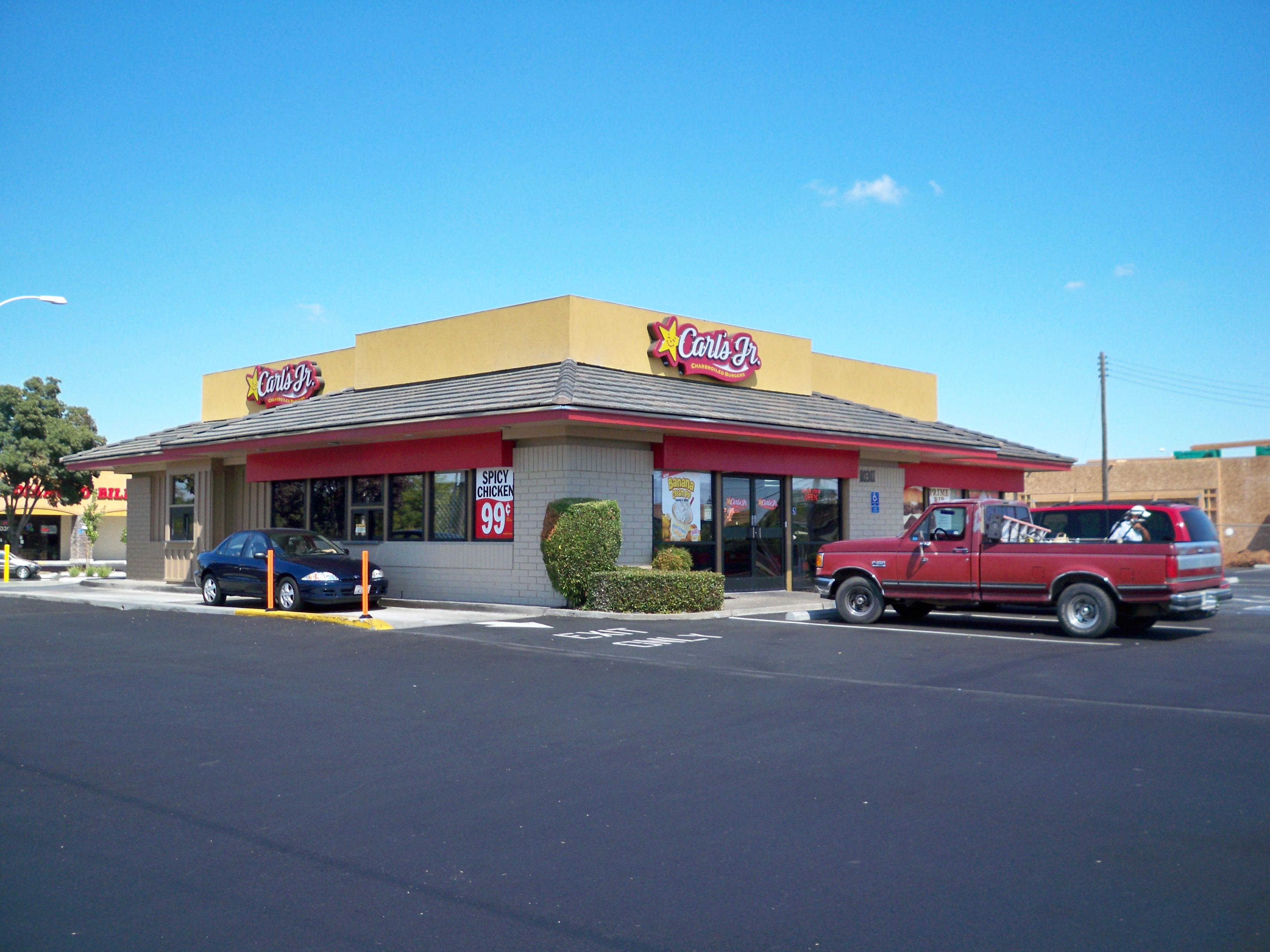
캘리포니아주에 있는 칼스 주니어 점포

칼스 주니어(Carl's Jr.)는 미국 서부와 남서부에 있는 즉석식 식당 연쇄점이다. 본사는 테네시주 프랭클린에 있다.
멕시코, 러시아, 베트남, 싱가포르, 중화인민공화국, 캐나다에도 점포가 있다. 1941년에 캘리포니아주 애너하임에서 칼 카처가 설립하였으며, CKE 레스토랑이 모회사이다. 자회사인 하디스를 합하면, 미국 내 즉석식 식당 중에 맥도날드, 버거킹, 웬디스에 이어 네 번째로 많은 점포를 갖고 있다.
CKE 레스토랑은 1997년 하디스를, 2002년 그린 부리토가 포함된 산타바바라 레스토랑 그룹을 인수하였다. 하디스와 칼스 주니어는 공동으로 웃고 있는 노란 별을 상징물로 쓰고 있다.

## 논란
미국의 모델 샬럿 맥키니가 당사의 광고를 찍었다. 해당 광고는 과도한 노출을 설정으로 잡았으며, 그로 인해 선정성 논란이 제기되었지만, 유튜브 조회수가 900만이 넘는 등 반응이 뜨거운 상태이다.

## 같이 보기
- 하디스 (기업)